# Кемден-таун (станція метро)
51°32′21″ пн. ш. 0°08′33″ зх. д. / 51.539167° пн. ш. 0.1425° зх. д.
Кемден-таун (англ. Camden Town) — станція Лондонського метро, обслуговує обидві гілки Північної лінії. Станція розташована у 2-й тарифній зоні, у Кемден-таун, боро Кемден. Пасажирообіг на 2017 рік — 22.51 млн осіб.
22. червня 1907: відкриття станції у складі Charing Cross, Euston and Hampstead Railway (CCE&HR).

## Пересадки
- На автобуси оператора London Buses 24, 27, 29, 31, 88, 134, 168, 214, 253, 274, C2 та нічні маршрути N5, N20, N28, N29, N31, N253, N279. Маршрут 46 працює цілодобово.
- У кроковій досяжності знаходиться станція Кемден-роуд оператора London Overground